# جلیوو (ویرجینیا)
جلیوو (به انگلیسی: Jolivue) یک منطقهٔ مسکونی در ایالات متحده آمریکا است که در شهرستان آگاستا، ویرجینیا واقع شده‌است. جلیوو ۴٫۹ کیلومتر مربع مساحت و ۱٬۱۲۹ نفر جمعیت دارد و ۴۸۸ متر بالاتر از سطح دریا واقع شده‌است.